# 小行星34138
小行星34138（34138 Frasso Sabino）是一颗绕太阳运转的小行星，为主小行星带小行星。该小行星于2000年8月25日发现。

## 轨道参数
小行星34138的轨道半长轴为2.5994378 UA，离心率为0.189。